# Gmina Krzeszowice
Die Gmina Krzeszowice ist eine Stadt- und Landgemeinde (gmina miejsko-wiejska) im Powiat Krakowski der Woiwodschaft Kleinpolen in Polen mit rund 32.000 Einwohnern. Ihr Sitz ist die gleichnamige Stadt.  

## Geographie
Die Gemeinde liegt im Südosten Polens, etwa 14 Kilometer nordwestlich der Stadt Krakau. Die Staatsgrenze zur Slowakei verläuft 60 Kilometer südlich.

## Geschichte
In den Jahren 1975 bis 1998 gehörte die Gemeinde zur Woiwodschaft Krakau.
Im Jahr 2008 wurde die Gemeinde zusammen mit 19 Gemeinden Europas im spanischen Dokumentarfilm Pueblos de Europa (Gemeinden Europas) porträtiert.

### Partnerschaften
- Chaumes-en-Brie, Gemeinde in der Region Île-de-France, Frankreich
- Kispest, XIX. Stadtbezirk von Budapest, Ungarn

## Gliederung
Zur Stadt-und-Land-Gemeinde (gmina miejsko-wiejska) Krzeszowice gehören neben der namensgebenden Stadt 17 Dörfer mit 18 Schulzenämtern (sołectwa):
(In Klammern die Einwohnerzahl vom 31. Dezember 2009)
Czerna (1.218), Dębnik (111), Dubie (201), Filipowice (2099), Frywałd (264), Miękinia (1241), Nawojowa Góra (1925), Nowa Góra (1266) mit dem zweiten Amt im Ortsteil Łany (371), Ostrężnica (1055), Paczółtowice (780), Rudno (755), Sanka (1169), Siedlec (642), Tenczynek (3426), Wola Filipowska (2755), Zalas (2249) und Żary (125).

## Verkehr
Durch die Gemeinde und ihren Hauptort verläuft von West nach Ost die Landesstraße DK79, die von Chrzanów in 15 Kilometern Entfernung nach Osten zur DK7 und nach Krakau führt. Über das Dorf Rudno ist die Autobahn A4 zu erreichen.
Krzeszowice liegt an der Bahnstrecke Dąbrowa Górnicza Ząbkowice–Kraków.
Der nächste internationale Flughafen ist Krakau-Balice in 14 Kilometer Entfernung.